# جورج ووزر
جورج ووزر (انگلیسی: Georg Wurzer; ۳۱ ژانویهٔ ۱۹۰۷ – ۸ اوت ۱۹۸۲) بازیکن فوتبال اهل آلمان بود.
از باشگاه‌هایی که در آن بازی کرده‌است می‌توان به باشگاه فوتبال اشتوتگارت اشاره کرد.